# Solène Muller
Pour les articles homonymes, voir Muller.
Solène Muller, née le 17 octobre 2003 à Wingersheim, est une coureuse cycliste française membre de l’équipe St Michel-Preference Home-Auber 93.

## Biographie
Solène Muller pratique durant sa jeunesse l’athlétisme jusqu’à un bon niveau, avant de se concentrer sur le cyclisme sur route en 2023.

### Carrière

#### 2024-2025: parcours amateur avec l’Entente cycliste thaonnaise
En 2024, elle intègre l’Entente cycliste thaonnaise, un club cycliste basé à Thaon-les-Vosges. Cette année, elle est sacrée championne interrégionale de Bourgogne-Franche-Comté et Grand Est.
En 2025, elle remporte une étape de l’Altitude Tour Gard et du Tour d’Ambert ; se classe troisième du Grand Prix de Val de Morteau et remporte une nouvelle fois le championnat interrégional de Bourgogne-Franche-Comté et Grand Est. En juin, elle devient championne de France de contre-la-montre amateur.

#### Depuis août 2025: débuts en tant que stagiaire avec St Michel-Preference Home-Auber 93
Après son sacre sur les championnats de France, l’équipe française St Michel-Preference Home-Auber 93 lui propose un contrat de stagiaire à effet au 1er août qu’elle accepte. Ainsi, elle participe également aux championnats de France espoirs, où elle termine deuxième du contre-la-montre, derrière sa sœur.

### Famille
Solène Muller vit dans une famille de cycliste, ses deux parents ont été cyclistes. Sa sœur cadette, Amandine, est également coureuse cycliste, membre de l’équipe AG Insurance-Soudal U23.

## Palmarès sur route

### Par année
- 2024
  - Championne interrégional de Bourgogne-Franche-Comté—Grand-Est

- 2025
  -  Championne de France de contre-la-montre amateurs
  - Championne interrégional de Bourgogne-Franche-Comté—Grand-Est
  - 3e étape du Tour d’Ambert Livradoix Forez
  - 2e étape de l’Altitude Tour du Gard
  - 2e du championnat de France de contre-la-montre espoirs
  - 3e de la Classique du Val de Morteau